# Гай Гисборн

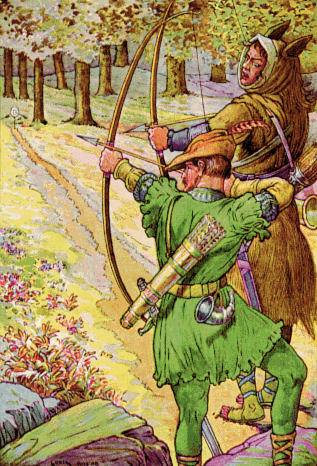
Робин Гуд и Гай Гисборн (в коричневом)

Сэр Гай Ги́сборн (англ. Sir Guy of Gisbourne, также встречается написание Gisburne, Gisborne, Gysborne и Gisborn) — персонаж английского фольклора, в основном сказаний о Робин Гуде. Отрицательный персонаж: главный враг Робин Гуда, йомен, рыцарь, охотник за головами, наёмный убийца, шериф.
Впервые появляется в 118-й балладе из классического сборника Чайлда «Робин Гуд и Гай Гисборн», записанной около 1650 года. В этом произведении он пытается убить Робин Гуда, но в итоге сам гибнет от рук благородного разбойника. Наиболее ранний вариант баллады о Гисборне большинством исследователей относится ко второй половине XV века; имя его впервые фигурирует в отрывке из рукописи пьесы 1475 года, сохранившемся в библиотеке Тринити-Колледжа Кембриджского университета.
В последующих произведениях Гай Гисборн как правило составляет одну из вершин «любовного треугольника» Гисборн — Робин Гуд — Дева Мэриан.

## Адаптации
- 1938 — в фильме «Приключения Робин Гуда» роль исполнил Бэзил Рэтбоун. Здесь Гисборн представлен как центральный антагонист.
- 1975 — в фильме «Стрелы Робин Гуда» роль исполнил Альгимантас Масюлис.
- 1984—1986 — в сериале «Робин из Шервуда» роль исполнил Роберт Эдди.
- 1991 — в эпизоде Qpid[англ.] сериала «Звёздный путь: Следующее поколение» роль исполнил Клайв Ревилл, а в фильме «Робин Гуд: Принц воров» роль исполнил Майкл Уинкотт.
- 2006—2009 — в сериале «Робин Гуд» роль исполнил Ричард Армитидж. Здесь Гисборн также является помощником шерифа, но в третьем сезоне вступает в банду Робина и меняет амплуа на положительного персонажа.  Кроме того, выясняется, что у них с Робином есть общий брат Арчер (Клайв Стэнден).
- 2010 — в фильме Ридли Скотта «Робин Гуд» фигурирует злодей сэр Годфри. Игравший его актёр Марк Стронг рассказал, что его прототипом послужил Гисборн[3].
- 2018 — в фильме «Робин Гуд: Начало» роль исполнил Пол Андерсон. Здесь Гисборн представлен как бывший военачальник Робина, который восстал против него за убийство сына Малыша Джона (Джейми Фокс). Когда Робин стал разбойником, Шериф Ноттингема вызвал Гисборна на подмогу, но тот потерпел поражение.